# المدرب العقلي جي غال
المدرب العقلي جي غال (بالكورية: 멘탈코치 제갈길)؛ هو مسلسل تلفزيوني كوري جنوبي، من بطولة جونغ وو، لي يو مي وبارك سي-يونغ. عرص على قناة تي في إن من 12 سبتمبر الى 1 نوفمبر 2022. بث كل يومي الإثنين والثلاثاء الساعة 22:30 بتوقيت (KST).

## القصة
جي غال جيل مدرب عقلي وهو رياضي سابق اعتزل بعد وقوع حادثة. ويساعد اللاعبين الذين يمرون بحالة ركود بمساندة خبراء متقاعدين، لمحاربة العالم العبثي الذي يحظى فيه الفائز بكل شيء.

## المشاهدات
| الموسم | الموسم | رقم الحلقة | رقم الحلقة | رقم الحلقة | رقم الحلقة | رقم الحلقة | رقم الحلقة | رقم الحلقة | رقم الحلقة | رقم الحلقة | رقم الحلقة | رقم الحلقة | رقم الحلقة | رقم الحلقة | رقم الحلقة | رقم الحلقة | رقم الحلقة | المتوسط |
| الموسم | الموسم | 1          | 2          | 3          | 4          | 5          | 6          | 7          | 8          | 9          | 10         | 11         | 12         | 13         | 14         | 15         | 16         | المتوسط |
| ------ | ------ | ---------- | ---------- | ---------- | ---------- | ---------- | ---------- | ---------- | ---------- | ---------- | ---------- | ---------- | ---------- | ---------- | ---------- | ---------- | ---------- | ------- |
|        | 1      | 403        | 536        | 415        | 522        | 435        | 485        | 467        | 512        | 465        | 439        | 362        | 423        | 348        | 399        | 435        | 556        | 450     |

| الحلقات | تاريخ البث     | تقييمات "نيلسن كوريا" | تقييمات "نيلسن كوريا" |
| الحلقات | تاريخ البث     | على الصعيد الوطني     | منطقة العاصمة         |
| --- | -------------- | --------------------- | --------------------- |
| 1 | 12 سبتمبر 2022 | 1.5%                  | 1.601%                |
| 2 | 13 سبتمبر 2022 | 2.366%                | 1.974%                |
| 3 | 19 سبتمبر 2022 | 1.702%                | 1.688%                |
| 4 | 20 سبتمبر 2022 | 2.013%                | 1.744%                |
| 5 | 26 سبتمبر 2022 | 1.808%                | 1.807%                |
| 6 | 27 سبتمبر 2022 | 2.127%                | 1.976%                |
| 7 | 3 اكتوبر 2022  | 1.817%                | 1.751%                |
| 8 | 4 أكتوبر 2022  | 2.109%                | 2.067%                |
| 9 | 10 اكتوبر 2022 | 1.858%                | 1.555%                |
| 10 | 11 اكتوبر 2022 | 1.702%                | 1.669%                |
| 11 | 17 أكتوبر 2022 | 1.410%                | 1.324%                |
| 12 | 18 أكتوبر 2022 | 1.754%                | 1.745%                |
| 13 | 24 أكتوبر 2022 | 1.455%                | 1.396%                |
| 14 | 25 أكتوبر 2022 | 1.856%                | 1.554%                |
| 15 | 31 أكتوبر 2022 | 1.815%                | 1.764%                |
| 16 | 1 نوفمبر 2022  | 2.511%                | 2.569%                |
| المعدل | المعدل         | 1.865%                | 1.762%                |
| تُبث هذه الدراما على قناة الكابل / التلفزيون المدفوع الذي عادةً ما يكون جمهورها أصغر نسبيًا مقارنةً بالمحطات التلفزيونية / العامة (KBS ، SBS ، MBC ، EBS). |                |                       |                       |

## الإنتاج
المسلسل من كتابة كيم دام بي، التي كتبت مسلسل الام الغاضبة (2015)، مفتش العمل الخاص، السيد جو (2019).

### الإصدار
في 4 أغسطس 2022 ، أصدرت قناة تي في ان  صورًا من القراءة الأولى للسيناريو، بجانب الإعلان عن تاريخ العرض، من المقرر عرض المسلسل في 12 سبتمبر 2022.

## روابط خارجية
- الموقع الرسمي
 باللغة الكورية
- المدرب النفسي جي غال على موقع IMDb (الإنجليزية)
- المدرب النفسي جي غال على موقع قاعدة بيانات الفيلم (الإنجليزية)
- المدرب العقلي جي غال على هانسينما